# لويستون (نيويورك)
لويستون (بالإنجليزية: Lewiston)‏ قرية تقع على نهر نياجارا ضمن حدود ولاية نيويورك، الأمريكية، أنشئت عام 1818، وكانت في الباديء خاضعة للسيطرة الفرنسية، ثم الإمبراطورية البريطانية، وأخيراً آلت إلى الولايات المتحدة في 1823.

## تأريخياً
أول من وصلها من المستكشفين الفرنسيين هو إتيان برول (Etienne Brule) في 1615، وأصبحت أول مستوطنة أوروبية في غرب نيويورك (Western New York) خلال القرنين السابع عشر والثامن عشر، حيث استقر فيها التجار الفرنسيون والبريطانيون، وكان لها دور فعال في تطوير منطقة البحيرات العظمى بسبب موقعها الإستراتيجي.

## وصلات خارجية
- Shrine of Our Lady of Fatima, Swann Road, Lewiston, New York
- لويستون، نيويورك على خرائط جوجل
- قرية لويستون، نيويورك